# 0731
0731 è il prefisso telefonico del distretto di Jesi, appartenente al compartimento di Ancona.
Il distretto comprende la parte centrale della provincia di Ancona. Confina con i distretti di Ancona (071) a nord e a est, di Macerata (0733) e di Fabriano (0732) a sud e di Pesaro (0721) a ovest.

## Aree locali e comuni
Il distretto di Jesi comprende 20 comuni inclusi nell'unica area locale omonima (ex settori di Arcevia, Castelplanio e Jesi) e nelle 4 reti urbane di Arcevia, Castelbellino, Castelplanio e Jesi. I comuni compresi nel distretto sono: Arcevia, Belvedere Ostrense, Castelbellino, Castelplanio, Cupramontana, Jesi, Maiolati Spontini, Mergo, Monsano, Monte Roberto, Montecarotto, Morro d'Alba, Poggio San Marcello, Rosora, San Marcello, San Paolo di Jesi, Santa Maria Nuova, Serra de' Conti, Serra San Quirico e Staffolo .
AREE LOCALI E RETI URBANE
Area Locale di Jesi
Comprende le Reti Urbane di: Arcevia, Castelbellino, Castelplanio e Jesi.
Rete Urbana di Arcevia
Comprende il solo Comune di Arcevia.
Rete Urbana di Castelbellino
Comprende i Comuni di: Castelbellino, Cupramontana, Maiolati Spontini, Monte Roberto, San Paolo di Jesi e Staffolo.
Rete Urbana di Castelplanio
Comprende i Comuni di: Castelplanio, Mergo, Montecarotto, Poggio San Marcello, Rosora, Serra de' Conti e Serra San Quirico.
Rete Urbana di Jesi
Comprende i Comuni di: Belvedere Ostrense, Jesi, Monsano, Morro d'Alba, San Marcello e Santa Maria Nuova.